# Mimoscina gracilipes
Mimoscina gracilipes är en kräftdjursart. Mimoscina gracilipes ingår i släktet Mimoscina och familjen Proscinidae. Inga underarter finns listade i Catalogue of Life.